# Belgický obr
Belgický obr (někdy také vlámský obr) je největším plemenem domácích králíků na světě. Je to historické užitkové plemeno, používané pro srst a maso. Často jsou chováni jako domácí mazlíčci. Chová se v různých barevných rázech (nejčastěji v barvě divoké). Typické pro toto plemeno jsou obrovské uši.
Belgiští obři dosahují hmotnosti 8–10 kg. Dospívají ve věku 8–9 měsíců, kdy se připouští. Samice často, aby odchovala mladé, potřebuje kotiště (boudu, do které se dá hodně slámy a samice zde po 30 dnech po připuštění porodí). Mladí králíci jsou nároční na mléko, proto je dobré samici při mláďatech dávat meltu s mlékem – podpoří to kojení. Mláďata 14 dní po porodu začínají vidět a pokud samice má dost mléka, vylézají z hnízda po 3–4 týdnech. Tito králíci potřebují dostatek krmiva, sena, granule. Jsou náchylní na kokcidiózu, proto dodržujeme čistotu králíkáren a nejlepší jsou brzké jarní odchovy. Králík roste rychle, ale vyloženě mastný typ králíka to není a proto jsou mezi chovateli králíků poměrně populární. Hodí se k produkci masa, především díky své velké hmotnosti v dospělosti. Jsou velmi plodní a každý jedinec pohlavně dospívá již v osmém měsíci života, celkový růst belgického obra je velmi rychlý.